# تیراندازی ۲۰۱۹ اوترخت
تیراندازی ۲۰۱۹ اوترخت در ۱۸ مارس در تراموای شهر اوترخت، هلند اتفاق افتاد. به گزارش رسانه‌ها، در این واقعه ۳ نفر جان باخته و ۵ نفر زخمی شدند. این تیراندازی در ۱۰:۴۵ صبح وقت محلی (۵:۴۵ صبح منطقه زمانی شرقی) گزارش داده شد. پلیس محلی و هماهنگ‌کننده ضدتروریسم هلند احتمال تروریستی بودن این حمله را داده‌اند. تصویر منتشر شده از مظنون، فردی ۳۷ ساله و متولد ترکیه را با نام گوکمان تانس (به ترکی استانبولی: Gökmen Tanis) نشان می‌دهد.

## عواقب
خدمات تراموا در شهر به دستور بخش حمل‌ونقل تعطیل شدند. مساجد شهر تخلیه شده و دیگر مساجد هلند به وضعیت هشدار امنیتی درآمدند. حضور پلیس در ایستگاه‌های قطار شهرهای مهم همچون آمستردام، روتردام، لاهه و اوترخت و فرودگاه محلی افزایش یافت.

## مظنون‌ها
۲ نفر در این ارتباط بازداشت شدند. نفر اول گوکمان تانس ۳۷ ساله اهل ترکیه بود که یک روز پس از حادثه تیراندازی دستگیر شد. نفر دوم مردی چهل ساله بود که در ۱۹ مارس ۲۰۱۹ توسط مقامات دستگیر شد.
گوکمان تانس قبلاً به دلیل ارتباط با داعش (دولت اسلامی) و جنگ در چچن بازداشت شده بود.